# Pseudolarentia dulcis
Pseudolarentia dulcis là một loài bướm đêm trong họ Geometridae.